# Wspaniały Joe
Wspaniały Joe (ang. Beautiful Joe) – amerykański film romantyczno-komediowy z 2000 roku.

## Fabuła
Joe (Billy Connolly) jest poczciwym i życzliwym dla ludzi sprzedawcą kwiatów. Pewnego jednak dnia w szpitalu dowiaduje się od lekarza, że ma nowotwór mózgu i że zostało mu niewiele dni życia, o ile nie podda się ryzykownej operacji. Kiedy wraca do domu przyłapuje żonę na zdradzie. Małżonka oświadcza mu, że chce rozwodu, gdyż życie z nim to jedna wielka nuda. Po tych wydarzeniach Joe postanawia udać się w podróż, by przed operacją zaznać nieco przygód, których tak brakowało mu w życiu. W czasie podróży poznaje Hush (Sharon Stone), byłą striptizerkę, obecnie samotną matkę z dwójką dzieci. Kobieta jest nałogową hazardzistką, na dodatek zaciągnęła dług u gangsterów. Jeśli szybko go nie spłaci grozi jej śmierć. Joe i Hush wkrótce się zaprzyjaźniają.

## Obsada
- Billy Connolly - Joe
- Sharon Stone - Hush
- Ian Holm - George Dziwoląg
- Gil Bellows - Elton
- Ben Derrick - Tony Hydraulik
- Dillon Moen - Lee
- Jurnee Smollett
- Frank C. Turner - barman Frank
- Barbara Tyson - Sylvie
- Sheila Paterson - Pani O'Malley
- Gina Chiarelli - Pauline
- Ben Johnson - Gino
- Connor Widdows - Anthony
- Norman Armour - Doctor
- Ken Pogue - Lou